# الدوري الأمريكي لكرة السلة للمحترفين 1987–88
الدوري الأمريكي لكرة السلة للمحترفين 1987–88 (بالإنجليزية: 1987–88 NBA season)‏ هو موسم من إن بي أي. أقيم خلال الفترة 6 نوفمبر 1987 وحتى 21 يونيو 1988، وأشرف على تنظيمه إن بي أي، وفاز فيه لوس أنجلوس ليكرز.